# Pleasant Hill, Louisiana
Pleasant Hill är en ort i Sabine Parish i delstaten Louisiana, USA.